# Heinrich von Maur
Dr. h.c. Karl Theodor Alexander Heinrich von Maur (19. červenec 1863 – 10. duben 1947) byl vysoce vyznamenaný důstojník německé císařské armády v hodnosti Generalmajor (Generálmajor) za první světové války a důstojník SS za druhé světové války. Mimo jiné byl držitelem Pour le Mérite a mnoha dalších vyznamenáních. K 25. výročí bitvy u Tannenbergu mu byla na počátku druhé světové války propůjčena hodnost General der Artillerie a. D. (Generála dělostřelectva mimo službu).

## Životopis
Heinrich von Maur se narodil 19. července roku 1863 ve württemberském městě Ulm. Po absolvování vojenské akademie vstoupil do armády k počátku října roku 1881. První bojové zkušenosti sbírá von Maur na přelomu století, kdy jeho jednotka patřila mezi invazní vojska polního maršála hraběte Alfreda von Waldersee, který měl za úkol potlačit boxerské povstání v Číně.
Jeho kariéra rychle stoupala a von Maur se již 29. května roku 1913 stal v hodnosti podplukovníka (Oberstleutnant) velitelem 29. württemberského polního dělostřeleckého pluku „Prinzregent Luitpold von Bayern“ (Feldartillerie-Regiment „Prinzregent Luitpold von Bayern“ (2. Württembergisches) Nr. 29) ze 26. královské württemberské divize v Ludwigsburgu.

### První světová válka
S vypuknutím první světové války byl von Maur již jako plukovník (Oberst) jmenován na štědrý den roku 1914 velitelem 79. záložní polní dělostřelecké brigády (79. Reserve-Feldartillerie-Brigade).
Na počátku roku 1916 byl von Maur povýšen do hodnosti Generalmajor (Generálmajor) a k 1. červnu téhož roku byl převelen ke 26. záložní polní dělostřelecké brigádě (26. Reserve-Feldartillerie-Brigade), kde působil rovněž jako velitel.
Dne 15. února 1917 byl jmenován dočasným velitelem 122. dělostřeleckého velení, ale o měsíc později nahradil ve velení 27. královské württemberské divize generálporučíka Otto von Mosera. S divizí byl následně odvelen na francouzskou frontu, kde čelil silným nepřátelským útokům.
Za obranu francouzského městečka Bullecourt se svou divizí byl následně 20. května roku 1917 vyznamenán jedním z nejvyšších vojenských vyznamenání, řádem za zásluhy Pour le Mérite. Ve velení divize zůstal až do konce války.

### Poválečné období
V prosinci 1918, poté co byla 27. divize rozpuštěna, tak se von Maur stal velitelem 26. polní dělostřelecké brigády (26. Feldartillerie-Brigade). Ve velení zůstal až do konce července následujícího roku, kdy byl jmenován do funkce velitele XIII. demobilizačního štábu.
Následně byla i tato pozice rozpuštěna a von Maur byl 3. listopadu 1919 postaven mimo službu. Zároveň mu byla propůjčena hodnost Generalleutnant (Generálporučík). Během první světové války zaznamenala jeho kariéra přímý vzestup a sám von Maur se několikrát osobně vyznamenal (viz vyznamenání).

### Předválečné období a Druhá světová válka
Před druhou světovou válkou působí von Maur jako vůdce krajské vojenské veteránské organizace "Jihozápad" se sídlem ve Stuttgartu. Zároveň je mu k 25. výročí vítězné bitvy u Tannenbergu propůjčena armádní hodnost generála dělostřelectva mimo službu (General der Artillerie a. D.)
Během září roku 1936 vstoupil do SS a následně se propracoval až do hodnosti SS-Obergruppenführer. Jeho posledním známým služebním postem byl štáb velkoúseku SS "Jihozápad" (SS-Oberabschnitt Südwest) ve Stuttgartu pod velením SS-Gruppenführera Otto Hofmanna.
Heinrich von Maur přežil druhou světovou válku a zemřel ve věku 83 let ve Stuttgartu ve Bádensku-Württembersku.

## Shrnutí vojenské kariéry

### Data povýšení
- Fahnenjunker - 1. říjen, 1881
- Fähnrich - 9. květen, 1882
- Sekondeleutnant - 5. únor, 1883
- Premierleutnant - 24. únor, 1892
- Hauptmann - 16. červen, 1896
- Major - 18. červen, 1903
- Oberstleutnant - 20. duben, 1910
- Oberst - 22. březen, 1913
- Generalmajor - 27. leden, 1916
- Propůjčena hodnost Generalleutnant - 3. listopad, 1919
- SS-Mann - 13. září, 1936
- SS-Standartenführer - 13. září, 1936
- SS-Oberführer - 20. duben, 1937
- SS-Brigadeführer - 20. duben, 1939
- Propůjčena hodnost General der Artillerie - 27. srpen, 1939
- SS-Gruppenführer - 9. listopad, 1942
- SS-Obergruppenführer - 19. červenec, 1944

### Významná vyznamenání
- Pour le Mérite - 20. květen, 1917
- Pruský železný kříž I. třídy - 22. říjen, 1914
- Pruský železný kříž II. třídy - 9. září, 1914
- Válečný záslužný kříž I. třídy bez mečů - 1. září, 1944
- Válečný záslužný kříž II. třídy bez mečů - 1939
- Kříž cti
- Čínská medaile v oceli - 25. červenec, 1902
- Rytířský kříž Württemberského Fridrichova řádu I. třídy s meči
- Fridrichův řád II. třídy s meči - 16. listopad, 1917
- Fridrichův řád III. třídy - 25. září, 1901
- Velitelský kříž řádu Württemberské koruny s meči
- Pamětní medaile císaře Viléma - 22. březen, 1897
- Pruský řád koruny III. třídy - 27. leden, 1912
- Pruský řád červené orlice II. třídy s meči - 13. září, 1916
- Pruský řád červené orlice IV. třídy - 13. září, 1899
- Bavorský vojenský záslužný řád II. třídy s meči - 26. leden, 1917
- Bavorský vojenský záslužný řád IV. třídy s meči - 14. prosinec, 1914
- Čestný meč Reichsführera SS - 1. prosinec, 1937
- Čestný prsten SS - 1. prosinec, 1937